# Krywenik
Krywenik (bułg. Кръвеник) – wieś w środkowej Bułgarii, w obwodzie Gabrowo, w gminie Sewliewo. Według danych Narodowego Instytutu Statystycznego, 31 grudnia 2011 roku wieś liczyła 125 mieszkańców.

## Środowisko naturalne

### Przyroda
W pobliżu wsi znajduje się rezerwat przyrody Peeszti skali (Śpiewające skały), który usytuowany jest w parku narodowym Środkowy Bałkan. Występują formacje skalne przypominające różne kształty. Stąd blisko do szczytów Baban i Botew.

## Architektura
Domy w Kryweniku posiadają typowy, tradycyjny dla Bałkanów styl – z białymi dachami i ścianami pokrytymi kamieniami z rzek.

## Kultura
- Centrum kultury "Swetlina"

## Osoby związane z Krywenikiem
- Filo Radew Milenow – przywódca powstania w Kryweniszku
- Iwan Stojnow – były szef telewizji w OON[4]